# Jang Sung-woo
Jang Sung-woo (koreanisch 장성우; * 19. März 2002 in Daegu) ist ein südkoreanischer Shorttracker.

## Werdegang
Jang begann im Alter von fünf Jahren mit dem Shorttrack und trat international erstmals bei den Olympischen Jugend-Winterspielen 2020 in Lausanne. Dabei gewann er über 500 m sowie mit der Mixed-Staffel jeweils die Silbermedaille und über 1000 m die Goldmedaille. Bei den folgenden Juniorenweltmeisterschaften 2020 in Bormio holte er die Goldmedaille mit der Staffel. In der Saison 2022/23 nahm er in Almaty erstmals am Shorttrack-Weltcup teil, wobei er über 500 m mit dem Plätzen drei sowie zwei seine ersten Podestplatzierungen in dieser Rennserie erringen konnte und damit zum Saisonende den zehnten Platz im Weltcup über 500 m errang. Bei den Winter World University Games 2023 in Lake Placid gewann er die Bronzemedaille über 1500 m, die Silbermedaille mit der Mixed-Staffel und jeweils die Goldmedaille mit der Staffel sowie über 1000 m. Zudem lief er dort auf den sechsten Platz über 500 m. In der Saison 2023/24 wurde er bei den Staffel-Wettbewerben im Weltcup fünfmal Zweiter und holte in Dresden mit der Staffel seinen ersten Weltcupsieg. In den Einzelrennen kam er in Dresden über 1000 m sowie in Danzig über 1500 m jeweils auf den zweiten Platz und erreichte zum Saisonende den sechsten Platz im Gesamtweltcup sowie den Rang im Weltcup über 1000 m. Außerdem belegte er bei den Vier-Kontinente-Meisterschaften 2024 in Laval  den 20. Platz über 1500 m sowie den fünften Rang mit der Mixed-Staffel und gewann mit der Staffel die Goldmedaille. In der folgenden Saison kam er mit jeweils zwei zweiten und dritten Plätzen auf den achten Platz im Gesamtweltcup, auf den fünften Rang im Weltcup über 1500 m und erneut auf den vierten Platz im Weltcup über 1000 m. Außerdem errang er mit der Staffel dreimal den zweiten und einmal den dritten Platz. Bei den Winter-Asienspielen 2025 in Harbin holte er jeweils die Bronzemedaille über 500 m sowie 1500 m und jeweils die Goldmedaille über 1000 m sowie mit der Mixed-Staffel. Beim Saisonhöhepunkt, den Weltmeisterschaften 2025 in Peking, wurde er Zehnter über 1500 m, Neunter über 1000 m und Achter mit der Mixed-Staffel. Mit der Staffel holte er dort die Bronzemedaille.

## Erfolge

### Weltmeisterschaften
- 2025 Peking: 3. Platz Staffel, 8. Platz Mixed-Staffel, 9. Platz 1000 m, 10. Platz 1500 m

### Vier-Kontinente-Meisterschaften
- 2024 Laval: 1. Platz Staffel, 5. Platz Mixed-Staffel, 20. Platz 1500 m

### Winter-Asienspiele
- 2025 Harbin: 1. Platz 1000 m, 1. Platz Mixed-Staffel, 3. Platz 500 m, 3. Platz 1500 m

### Platzierungen im Weltcup

#### Weltcupsiege im Team
| Nr. | Datum            | Ort       |
| --- | ---------------- | --------- |
| 1.  | 11. Februar 2024 | Dresden 1 |

#### Weltcup-Gesamtplatzierungen
| Saison  | Gesamt | Gesamt | 500 m  | 500 m | 1000 m | 1000 m | 1500 m | 1500 m |
| Saison  | Punkte | Platz  | Punkte | Platz | Punkte | Platz  | Punkte | Platz  |
| ------- | ------ | ------ | ------ | ----- | ------ | ------ | ------ | ------ |
| 2022/23 | 236    | 26.    | 200    | 10.   | -      | -      | 36     | 37.    |
| 2023/24 | 562    | 6.     | 76     | 23.   | 305    | 4.     | 181    | 12.    |
| 2024/25 | 512    | 8.     | 10     | 34.   | 248    | 4.     | 254    | 5.     |

### Persönliche Bestzeiten
| Distanz | Zeit         | Datum             | Ort     |
| ------- | ------------ | ----------------- | ------- |
| 500 m   | 40,508 s     | 11. Dezember 2022 | Almaty  |
| 1000 m  | 1:23,220 min | 16. Februar 2025  | Mailand |
| 1500 m  | 2:11,669 min | 15. Februar 2025  | Mailand |